# Andi Eystad
Andi Eystad est une actrice américaine née le 15 mai 1982 à Los Angeles, Californie (États-Unis).

## Filmographie
- 1997 : Bailey Kipper's P.O.V. (série TV) : Robin Kipper
- 1998 : The Legend of Cryin' Ryan : Kris
- 1999 : Family Rules (série TV) : C.J.
- 2000 : Ce que veulent les femmes (What Women Want) : Girl at Prom
- 1999 : Undressed (série TV) : Rebecca (2000: Season 2)
- 2001 : They Crawl : Mia Gage
- 2001 : Knight Club : Teenage Girl #1
- 2001 : Saucisses party ("The Sausage Factory") (série TV) : Lisa
- 2004 : Paparazzi : Sierra